# Prey (відеогра, 2017)
Prey (укр. Здобич) — це науково-фантастичний шутер від першої особи, розроблений Arkane Studios і опублікований Bethesda Softworks. Гра побачила світ 5 травня 2017 року для платформ під управлінням Microsoft Windows, PlayStation 4 і Xbox One. У грі Prey гравець керує персонажем Морганом Ю (Morgan Yu), що знаходиться на космічної науковій станції Talos I розташованій в одній з точок Лагранжа навколо орбіти Земля-Місяць. На станції Talos I проводились дослідження чужорідних ворожих видів під назвою Тифон (Typhon). Оскільки Тифони звільнилися з ув'язнення і захопили станцію, гравцю доводиться використовувати різноманітну зброю та здібності отримані від ворожих прибульців для того щоб вижити і знайти вихід з Talos I. Поступово, рухаючись сюжетом, гравець отримує доступ до закритих ділянок станції, а також отримує певні ключові предмети та здібності, що зрештою дозволяють герою повністю вивчити станцію у жанрі відкритого ігрового світу.
Prey від студії Arkane здебільшого не пов'язаний з однойменною грою Prey від 2006 року, розробленою Human Head Studios, і вважається переосмислюванням інтелектуальної власності в абсолютно новому викладі. Хоча Prey 2 (як продовження гри 2006 року) і була запланована Human Head, але після передачі інтелектуальної власності від 3D Realms до Bethesda Softworks — потрапила у виробниче пекло і врешті-решт була скасована в 2014 році. Гра від Arkane не використовує жодного з активів запланованого продовження, а лише включає в себе назву попередньої гри і широку тему головного героя на якого полюють інопланетяни. Arkane Studios побудував свій Prey як духовне продовження System Shock, надаючи гравцеві декілька потенційних засобів прогресу в грі.
10 червня 2018 року з'явився контент завантаження Prey: Mooncrash у вигляді пакету розширення. Це самостійна, побічна історія яка відбувається після закінчення головного сюжету.

## Ігровий процес
Prey — це шутер від першої особи, survival horror, з рольовими та стелс-елементами у відкритому ігровому світі. Гравець бере на себе роль Моргана Ю — людини на борту космічної станції з численними видами ворожих інопланетян, відомих під назвою Тифон. Гравець може вибрати певні атрибути для Моргана, наприклад стать, а рішення, прийняті гравцем будуть безпосередньо впливати на хід історії гри. Щоб вижити на борту станції, гравець повинен шукати і використовувати зброю і ресурси, щоб мати змогу відбитися і перемогти Тифонів. На думку креативного директора Рафаеля Колантоніо, станція є цілком суцільною, аніж має окремі рівні або місії, іноді вимагаючи від гравців повернення до областей, які вони вже раніше досліджували. Гравець також може виходити за межі станції у відкритий космос і знаходити пропуски, що з'єднують частини станції. Колантоніо також заявив, що прибульці мають безліч різних можливостей, які персонаж гравця може отримати з часом; один такий прибулець має здатність приймати форми (мімікрувати) повсякденних предметів, таких як стілець.
Гра має безліч кінцівок, за словами ведучого дизайнера Рікардо Бейра; закінчення діляться на три основні структури оповідання в залежності від того, як широко гравець взаємодіяв зі станцією і вцілілими, але є «тонни маленьких перестановок», заснованих на конкретних подіях, додав Бейр.

## Сюжет

### Світ гри

Скриншот архітектури холу станції Talos I.

Основні події Prey відбуваються в альтернативній гілці історії, коли президент США Джон Кеннеді пережив своє убивство у 1963 році. Невдалий замах мотивує Кеннеді спрямувати більше коштів на космічну програму, дозволяючи їй процвітати й тим самим прискорює Космічні перегони. Ця діяльність привертає увагу прибульців. На Спутнику 1, запущеним Радянським Союзом знаходять вид еусоціальних інопланетян, названих Тифонами. Сполучені Штати і Радянський Союз спільно працюють над тим, щоб відбити їх напад і захопити Тифонів, зберігаючи цю інформацію від широкого загалу. Разом вони будують космічну станцію «Клетка», яка буде використовуватися як в'язниця для Тифонів, розташованої на орбіті навколо Місяця й Землі. Зрештою, Сполучені Штати отримують її у повну власність, а після падіння Радянського Союзу в 1991 році, повторно використовують Клетку в рамках проекту «Аксіома» — як дослідницькі лабораторії на основі тюремних площ, для вивчення Тифонів і використання витягнутих знань на Землі. Після того, як в 2000 році стався «Pobeg Incident» (або інцидент втечи) і загинуло чимало науковців, Сполучені Штати (з огляду на геополітичну нестабільністю того часу) закрили проект Аксіома і залишили Тифонів живими в полоні.
У 2025 році новостворена корпорація TranStar придбає проект «Клетка» і до 2030 року переобладнує його як станцію Talos I — повністю діючу дослідницьку лабораторію для вивчення Тифонів і розвитку досягнень у галузі нейронаук; що призводить до створення Нейромодів (Neuromods), які використовують фізіологію Тифонів для реструктуризації людського мозку, щоб надати користувачеві нові здібності, включаючи надлюдські. Завдяки цьому TranStar успішно фінансово зростає від продажу Нейромодів на Землі. На момент гри, (приблизно 2035 рік) TranStar ще більше розширює станцію, щоб забезпечити своїх співробітників відповідними житловими приміщеннями. Контракт роботи працівників займає до двох років перебування на станції між регулярними маршрутками до Землі.
Через появу численних установ, які управляли і розширювали Талос I протягом десятиліть, станція включає велику суміш архітектурних проектів, починаючи від ретрофутуризму, який був популярний в Америці 1960-х років, до бруталістичних стилів, що були звичайними в радянському блоці в середині 20 сторіччя, а також  розкішних ар-деко, які були введені в дію заможними керівниками корпорації TranStar.

### Події гри
У березні 2032 року Морган Ю завербований своїм братом Алексом, приєднується до дослідницької групи TranStar на станції Talos I. Щоб потрапити на станцію Морган проходить серію експериментів-психологічних випробувань, включаючи Проблему вагонетки і тест Роршаха, коли в момент дослідів один з наглядових лікарів був атакований Тифоном.  В дослідницьку кімнату с Морганом впускають паралітичний газ і він втрачає свідомість. Згодом, Морган прокидається в своїй квартирі, але з'ясовує, що це не Земля, а лише імітаційне середовище. Насправді зараз 2035 рік, і Морган знаходиться на Талосі I вже протягом трьох років.
На контакт з Морганом виходить штучний інтелект оператора на ім'я Січень, який стверджує, що його побудував сам Морган. Січень попереджає Моргана, що тифони  подолали стримування і захопили станцію, убивши при цьому більшість екіпажу. Крім цього Морган дізнається, що на ньому тестували протягом останніх трьох років нові нейромоди, і він постійно додавав і видаляв їх в процесі експериментів. І хоча нейромоди й дозволяють миттєве вивчення складних навичок й здібностей, але побічним ефектом від їх видалення є втрата всіх спогадів, отриманих після установки, що й пояснює втрату пам'яті Морганом. Січень доводить, що Морган побудував оператора, щоб допомогти йому знищити Талос I, а також всіх тифонів і їх дослідження. Одночасно на контакт з Морганом виходить його брат Алекс і пропонує замість цього створити спеціальний пристрій Нуль-хвиля (Nullwave), який знищить лише тифонів, але залишить станцію цілою; посилаючись на те, що їх дослідження є занадто цінним для втрати.
Під час дослідження Морганом станції він зустрічає інших вцілілих і має вибір чи допомагати їм чи кинути напризволяще. Тим часом Алекс дає завдання Моргану просканувати особливий вид тифона «Корал», що розрісся навколо станції. Це дозволяє виявити, що тифони будують якусь нейронну мережу, але їх спроби вивчити цю мережу перериваються, коли Рада директорів TranStar дізнається про порушення стримування і відправляє спеціальний екіпаж для ліквідації як тифонів, так і інших вцілілих. Після того, як Морган дасть відсіч ліквідаторам, Алекс проаналізує дані і зробить висновок, що тифони посилають сигнал у глибокий космос, щоб когось або щось викликати. Нарешті з'являється гігантський Тифон (на ім'я Апекс) і починає поглинати станцію Talos I. Перед Морганом постає вибір активувати послідовність самознищення станції або побудувати пристрій Нуль-хвилі, щоб перемогти тифонів.

### Кінцівки гри
- Якщо Морган вирішить активувати пристрій Нуль-хвилі, то всі тифони на Талосі I будуть знищені, а станція залишиться неушкодженою, що дозволить подальші дослідження нейромодів.
- Якщо Морган вирішить активувати самознищення — вся станція вибухне і знищить всіх тифонів. Морган або знайде спосіб покинути станцію, або застрягне в ній і загине під час вибуху, що виходить з більш ранніх варіантів гри.

### Епілог
У  фінальній сцені Морган прокидається в лабораторії і дізнається, що насправді він не справжній Морган, а лише захоплений в полон Тифон, в якого імплантували спогади реального Моргана в прагненні навчити його людських емоцій і співчуття. В той час як тифони захоплюють Землю, Алекс і його помічники-оператори судять «Моргана», відштовхуючись з вибору, який той робив протягом всієї гри. Якщо «Морган» не зміг показати людське співчуття — Алекс знищує його і починає експеримент знову. Проте якщо «Морган» поводив себе як людина — Алекс відпускає його, після чого Морган-Тифон може потиснути йому руку і прийняти пропозицію принести мир між тифонами і людством або вбити Алекса.

## Розробка

### Зміна прав власності
Успіх оригінальної гри Prey 2006 року  призвело до оголошення продовження історії у Prey 2 в серпні 2006 року, з подальшим розвитком від 3D Realms. Проте, проект зіткнувся з низкою питань, включно з передачею прав інтелектуальної власності (IP) до Bethesda Softworks (під ZeniMax Media) десь у 2011 році. У березні 2011 року Bethesda оголосила про те, що Prey 2 буде розроблено Human Head Studios з використанням модифікованого рушія id Tech 4.
31 травня 2013 року ігровий блог Котaku повідомив, що поточна розробка перейшла до Arkane Studios і що сам процес був перезавантажений, з відмовою від напрацювань Human Head Studios з Prey 2, з цільовим випуском 2016 року. Приблизно через рік подальших чуток, Bethesda офіційно скасувала вихід Prey 2, хоча, як було сказано нижче, Arkane почала працювати над грою Prey, яка буде вважатися перезавантаженням, а не продовженням, не використовуючи жодної з концепцій оригінального Prey і жодного активу попереднього розвитку.
12 червня 2016 року Bethesda офіційно оголосила про перезавантаження Prey на прес-конференції E3. Розробку гри очолить Arkane Studios з її директором Рафаелем Колантоніо і командою в Остіні. Новий Prey не буде справжнім продовженням, а замість цього стане «переосмисленням IP», згідно із заявою Колантоніо. Тизер-трейлер, показаний під час E3 2016, продемонстрував головного героя гри в чомусь на кшталт «версії космічних жахів Дня Бабака», за порівнянням Сімуса Барна (Seamus Byrne) з CNet. Віце-президент з маркетингу Bethesda Піт Хайнс пояснив, що нова гра не містить елементів від скасованого Prey 2 за винятком того, що герой зіштовхується з інопланетянами.

### Ігровий дизайн
Ця версія Prey народилась з власних ідей Arkane Studios, як пояснив Колантоніо, після того, як вони закінчили роботу над Dishonored приблизно в 2014 році. Команда студії була розділена, щоб працювати над двома проектами, один з яких був Dishonored 2, а інший — новий IP, заснований на схожих ідеях геймплею, які були б "від першої особи, з глибиною симуляцією та історією ". За словами головного дизайнера Рікардо Бейра, Колантоніо запропонував озирнутися на те, що вони зробили з Arx Fatalis — фантазійної грою, створеною Arkane в 2002 році. Те, що містить "це велике, взаємопов'язане підземелля, в якому гравець може блукати настільки довго, наскільки це потрібно для повного розблокування ". Тож вони взяли цю концепцію «мега-підземелля», але тепер перенесли його на космічну станцію заповнену ворожими інопланетянами і вимагатимуть від гравця розглянути «повну екологію» світу гри для подолання перешкод. Вони не хотіли, щоб гравець вирішував головоломки в однині, наприклад, просто знаходив ключ для замкнених дверей, а замість цього «думав про це як про живий, динамічний світ, де можливі тони рішень», стверджує Бейр.
Відтоді як Arkan почала розробляти цю концепцію, вони визнали схожість з оригінальною грою Prey. Розуміючи, що придумати назву для нового продукту може бути важко, і що завдяки Bethesda вони мають можливість використовувати це ім'я — то й вирішили взяти назву оригінальної гри Prey. Хайнс пояснила, що Arkan проаналізував напрацювання Prey відповідно до своєї власної концепції і створили нову гру навколо неї, називаючи це скоріше психологічною, аніж грою жахів(Survival horror).
Згідно з проектними документами з самого початку історії проекту, опублікованого Kotaku, гра була розроблена в Arkane під назвою «Project Danielle». Були представлені три різні концепції, що базувалися на природі System Shock і включали ігрові характеристики Даніеля Шу (Danielle Sho) (розглядається Kotaku як посилання на SHODAN з System Shock), який виявив, що в їхньому уявному світі існувала хибна реальність пов'язана зі штучним інтелектом, який має значний вплив на події. Ця концепція включали футуристичну лабораторію на Землі (встановлену безпосередньо перед часовою рамкою System Shock), таємну лабораторію на віддаленому острові та ретро-футуристичне оточення.  Kotaku зауважив, що ця фінальна версія була ближче до того, як виглядав оригінальний Prey.
Prey включає в себе численні ігрові концепції від гри Dishonored, які були натхненні іграми від Looking Glass Studios: Thief: The Dark Project і System Shock, де гравців заохочують знаходити творчі рішення для подолання перешкод. Запозичені елементи з Dishonored містять надання гравцеві достатніх повноважень для визначення, як саме вони хочуть продовжувати гру та наявність внутрішньоігрових наслідків для тих чи інших дій гравця. Це пророблений  ігровий світ, заснований на попередньо встановлених знаннях, які можна здобути за допомогою приміток і комп'ютерних терміналів по всій станції, а також простий інтерфейс користувача. Тим не менш, Колантоніо зауважив, що Prey буде менше зосереджені на стелс-елементах, аніж Dishonored і забезпечить більше рольового елементу через поліпшення якостей персонажа на основі чипсетів, які дозволять гравцеві налаштовувати свої тактичні здібності більше до стрімкого розвитку подій в грі, на відміну від системи уламків кістки Dishonored. Хоча Prey був уподібнений до метроїдванії, його провідний дизайнер Рікардо Бейр пояснив, що насправді не був знайомий з цим субжанром і що Prey розроблявся і слідував по стопах таких ігор, як Arx Fatalis від  Arkane та System Shock  від Looking Glass Studios: де були представлені взаємопов'язані світи, де можна досягти прогресу, а подолання перешкод можна досягти за допомогою розвинутих гравцем здібностей.
Метою Arkane був ігровий процес, що розвивається: в той час як була дана можливість взяти на себе гру в повному активному режимі або повному стелс-режимі, вони хотіли, щоб гравці знайшли спосіб завершити гру по-своєму. Вони визнали, що гравці можуть обрати один певний набір навичок і зброї, а також уникати певних ворогів або перешкод, які неможливо було б подолати, оскільки вони не спеціалізувалися на тих навичках, що забезпечують засоби для обходу таких областей.
Arkane хотіли додати процедурну генерацію в рамках основної кампанії, так, щоб різні області могли мати різні рівні небезпеки при зіткнення з ними гравця, але визнали, що це стане причиною розчарування для однокористувацької гри і може змусити гравців покинути її незавершеною. Тож вони відкинули цей підхід і замість цього додали процедурні аспекти генерації в контенті завантаження «Mooncrash», що відбувається поза головною кампанією гри.

### Історія та оформлення.

Скриншот гри із зображенням Дж. Кеннеді в Історичному залі холу станції Talos I.

Сюжетна концепція для Prey з'явилась у Колантоліо у подорожі, коли він був у літаку. Після свого повернення він почав співпрацювати зі студією в Остіні, щоб розібратися з головними ідеями оповідання, дизайну і геймплею; прагнучи побудувати такий ж детальний світ, який вони мали в місті Данволл, що використовувався як ігровий простір для Dishonored. Колантоніо сказав, що потрібно було близько року від цієї початкової концепції, щоб придумати налаштування гри в альтернативному часі, яке б допомогло підтримати цю деталізацію. Команда вважала, що майбутнє було б іншим, якби Кеннеді пережив замах на своє вбивство, і це дозволило їм конкретизувати оповідання та проекті космічної станції. Це також безпосередньо пов'язане зі стилем, який використовувався в різних частинах станції. Команда розробників припустила, які архітектурні рішення вплинули б на тих, хто за займався експлуатацією Talos I в той час. Це відштовхувалося як від того, що б Кеннеді  побачив, якби він жив у 1960-х і 1970-х роках, і до того, як би ті, хто фінансує сьогодні сучасний розвиток комерційного космосу (наприклад Ілон Маск або Google), обладнували космічну станцію. Оскільки Talos I — відносно невеликий простір, Arkane вдалося глибоко деталізувати станцію, наприклад, назвати кожного неігрового персонажа, включно з тими хто був вже мертвим до початку поточного сюжету; доповнюючи світ другорядними історіями про них, щоб зробити гру більш згуртованою.
Оповідання також спрямовувало їх на типи зброї, що будуть доступні гравцеві. Arkane визнав, що в якості дослідницької станції, її сили безпеки, швидше за все, матимуть звичайну зброю, таку як пістолети та рушниці і не матимуть еквівалентів надпотужного знаряддя, такого як BFG з Doom. Наявність сучасного озброєння було розроблено таким чином, щоб виглядати як прототипи, а недоліки, пов'язані з ними — виправдовувались фазою тестування.
Творці з Arkane хотіли мати більш унікальний вигляд прибульців і вирішили використовувати дизайн натхненний паранормальними елементами, а не стереотипними видами комах або ящірок. Харві Сміту (Harvey Smith) з  Arkane приписують створення тифона і причину їх існування в історії. Остін Гроссман (Austin Grossman) допоміг встановити ранні деталі сюжету з пробудженням Моргана на початку гри.
Десь у 2013 році, Бейр звернувся до Кріса Авеллона (Chris Avellone) по допомогу з історією гри. На той час той був зайнятий іншими проектами, але пізніше долучився до співпраці з Arkane. Окрім інших частин розповіді, Авеллон відповідав за розробку неігрових персонажів і різноманітних місій, які б включали цих персонажів. Авеллон відчув, що ці персонажі та їх місії створювали дилеми для гравця та визначали як діяти далі; допомагаючи гравцям встановлювати власну версію Моргана, а також розширювали всесвіт гри. Авеллон співпрацював з  Arkane над історією з червня по листопад 2016 року.
Серед інших робіт, які вплинули на Prey  були фільми «Місяць», «Зоряний десант» і «Матриця». У рамках просування гри Bethesda співпрацювала з Alamo Drafthouse, щоб показати ці три фільми протягом квітня 2017 року. Авеллон також згадував про Чужих, як частину свого натхнення, описуючи його як екшн-фільм, який містить моменти комедії навіть посеред важких сцен, і дещо, що він повторно використовував у письмовій формі для Prey.
Оригінальна партитура була написана і створена композитором Міком Гордоном (Mick Gordon), який раніше створив саундтрек для Doom. Додаткова музика була написана Беном Кросбонесом (Ben Crossbones), Метом Пірсаллом (Matt Piersall) та Колантоніо, кожен з яких надав один музичний трек. Саундтрек був наданий для потокових музичних сервісів за тиждень до виходу гри.

### Технічний розвиток
Оскільки в попередній грі від Arkane, Dishonored 2, існували проблеми з власним рушієм Void (що впливало на продуктивність Windows-версій) — проводився активний пошук запобігання їх появі в новій грі Prey. Через це гра розроблялась з використанням стороннього ігрового рушія CryEngine 4, що виключало багато питань пов'язаних з продуктивністю. Колантоніо також додав, що вони «подвоїли нашу ретельність» у сферах тестування забезпечення якості для усунення інших можливих проблем.

## Розширення і контент завантаження
Під час Electronic Entertainment Expo 2018, Bethesda оголосила про безкоштовне оновлення, що з'явилося 9 червня 2018 року. Розширення додало два нові режими до Prey: режим «Нова гра плюс», а також «Режим виживання», що ускладнює гру і додає такий модифікатор, як довговічність зброї. Bethesda також оголосила про перший контент завантаження "Mooncrash", що є процедурно сформованою пригодою, яка також була доступна цього дня. Крім іншого прозвучали плани випустити багатокористувацький режим «Typhon Hunt», в якому ті гравці що будуть грати за Typhon Mimics зможуть замаскуватися в ігровому оточенні.
Контент завантаження (DLC) «Mooncrash» був додатково оновлений у вересні 2018 року безкоштовним патчем, який додав в ігрових налаштуваннях скіни улюблених ігор в жанрі roguelike:  Spelunky, Rogue legacy, Risk of Rain, Don't Starve, Darkest Dungeon, Dead Cells.
Режим «Typhon Hunter» був запланований на 11 грудня 2018 року, разом з версією для віртуальній реальності в жанрі «втеча з кімнати» з головоломками, що передували подіям Prey.

## Маркетинг та реалізація
Prey побачив світ 5 травня 2017 року. Arkane і Bethesda забезпечили демо-версію гри для платформ PlayStation 4 і Xbox One за тиждень до офіційного випуску гри. Демо-версія містила лише першу годину геймплею. Студія вирішила не надавати подібну демо-версію для систем Windows, посилаючись на те, що їм довелося обирати між консолями або персональними комп'ютерами. Колантоніо також додав, що з виходом гри через Steam, зацікавлені гравці зможуть спробувати гру до двох годин геймплею під політикою повернення Steam, ефективно замінюючи це еквівалентом демо.

### Технічні питання
Після випуску, PCGamesN повідомив, що версія Prey під Windows не мала тих технічних проблем, які заважали Dishonored 2, і назвав гру «найкращою три-А-грою», яку вони бачили за кілька місяців. Digital Foundry від Eurogamer також знайшов комп'ютерну версію Prey, що працює дуже добре навіть на комп'ютерах низького рівня і не помітили проблем які виникали у Dishonored 2 на час виходу.
Однак, деякі рецензенти та гравці виявили, що після декількох годин гри на комп'ютерній версії їх збережені ігри стають пошкодженими, і гра переривається на самому початку під час переходу між областями. Відновлення зі старих збережень зрештою призводить до пошкоджень, що робить гру неможливою для завершення. Bethesda повідомила, що планує випустити патч, який виправити цю проблему через тиждень після виходу гри.

### Суперечка щодо торговельної марки
Незадовго до випуску No Matter Studios (розробники майбутньої відеоігри Prey for the Gods), заявили, що через  права на торговельну марку під ZeniMax Media їм довелося змінити назву своєї гри на Praey for the Gods. ZeniMax пояснили, що вони повинні були захищати торговельну марку Prey, щоб не втрати її, заперечуючи тим самим подання торговельної марки під No Matter.

## Відгуки
| Агрегатор  | Оцінка                                 |
| ---------- | -------------------------------------- |
| Metacritic | (PC) 82/100 (PS4) 79/100 (XONE) 84/100 |

| Видання                   | Оцінка  |
| ------------------------- | ------- |
| Destructoid               | 8/10    |
| Electronic Gaming Monthly | 8/10    |
| Game Informer             | 8.25/10 |
| GameRevolution            | [ 49 ]  |
| GameSpot                  | 6/10    |
| GamesRadar+               | [ 51 ]  |
| IGN                       | 8/10    |
| PC Gamer (США)            | 79/100  |
| Polygon                   | 8.5/10  |
| VideoGamer.com            | 8/10    |

Prey отримав «в цілому сприятливі» відгуки від критиків, відповідно до агрегатора Metacritic.
Критики похвалили цілком реалізовану атмосферу Talos-І, а деякі з них назвали гру як «розкішний науково-фантастичний майданчик». З іншого боку, критика бою виявилася дещо суперечливою. Тамур Хусейн з GameSpot зазначав, що з часом проведеним в грі елементи бою і засоби для цього стають різноманітнішими, тоді як Ден Стейплтон з IGN розглядав бій як «найбільшу слабкість» Prey, частково через невідповідність ШІ ворогів і режиму стелс. Що стосується сюжету, то GameSpot зазначив, що він швидко обривається з уваги до головного персонажу і зосереджується на самій станції, а TrustedReviews назвав сюжетну лінію «недостатньою». Prey увійшов до списку «Найкраща гра 2017» в таких виданнях як: Eurogamer, де посів 12-е місце, GamesRadar — 11-е місце,  Polygon — 7-е місце та EGMNow, де посів 9-е місце у списку 25 кращих ігор 2017 року. Також Prey був номінований на премію «Best Setting» в журналі PC Gamer за підсумками «The Game of the Year», названий «Кращою грою для Xbox One» від ігрового блогу Destructoid в номінації Game of the Year Awards 2017, і отримав звання «Кращого шутера» від IGN в номінації Best of 2017 Awards.

### Продажі
Prey дебютував за № 2 на тижневих чартах продажів у Великій Британії, поступаючись Mario Kart 8 під порт Nintendo Switch. Ці цифри вважалися невтішними через відсутність конкуренції з боку нових продуктів класу AAA та того факту, що продажі першого тижня були на 38 % нижчими від попередньої гри від Arkane — Dishonored 2. Крім того, рішення Bethesda про не надання оглядових копій до дати офіційного релізу було згадано у виданнях як фактор слабкого запуску.
Тим не менш, Prey посів перше місце на другому тижні після виходу, обійшовши Mario Kart 8 Deluxe. Це зростання частково пов'язано з позитивним рейтингом гри від критиків, хоча продажі знизилися на 32 % від свого дебютного тижня. Таким чином Prey став першою грою Bethesda, після Doom 2016 року, яка досягла першого місця у щотижневих чартах продажів Великій Британії.
В Японії Prey дебютував в кінці травня 2017 року за No.5 на щотижневих чартах продажів з 7105 копій проданих для PlayStation 4. Однак версія Xbox One не потрапила в чарти.

### Нагороди
- Номінант 35-го Golden Joystick Awards 2017 в категорії «Найкраща історія».[75]
- Номінант 17-ї програми нагороджень 2017 року від National Academy of Video Game Trade Reviewers в категорії «Art Direction, Fantasy».[76][77]
- Номінант Ping Awards 2017 в категорії «Найкраща міжнародна гра».[78]
- Номінант The Game Awards 2017 в категорії «Best Action Game».[79]
- Номінант 2018 SXSW Gaming Awards в категорії «Excellence in Narrative».[80][81]